# Kim Sang-ho
Kim Sang-ho (sinh ngày 24 Tháng 7 năm 1970) là một nam diễn viên Hàn Quốc. Ông xuất hiện trong phim, truyền hình và sân khấu.Kim sang-ho giành được giải Nam diễn viên phụ tại 2007 Blue Dragon Film Awards cho vai diễn trong The Happy Life . [1]

### Phim
| Năm  | Chức vụ                           | Vai trò                                               |
| ---- | --------------------------------- | ----------------------------------------------------- |
| 2001 | The Last Witness                  | tù nhân trốn thoát                                    |
| 2003 | mutt Boy                          | Jang-con trai                                         |
| 2004 | The Big Swindle                   | 휘발류 ("xăng")                                       |
| 2005 | Của Tổng thống cuối Bang          | KCIA đại lý Jang                                      |
| 2005 | Cô ấy đang Duty                   | thám Kang                                             |
| 2005 | Bạn là ánh sáng mặt trời của tôi  | Kim Kyung-bae                                         |
| 2006 | Qua biên giới                     | say rượu (Cameo)                                      |
| 2006 | Thám Ông Luân Công                | thám Ji                                               |
| 2006 | lump Sugar                        | trưởng Hồng                                           |
| 2006 | Between Love và Hate              | Giám đốc Jeon                                         |
| 2006 | Tazza: The High Rollers           | Công viên Mu-seok                                     |
| 2007 | The Old Vườn                      | Geon                                                  |
| 2007 | The Happy Life                    | Hyuk-soo                                              |
| 2007 | Le Grand Chef                     | Woo                                                   |
| 2007 | Ngân hàng tấn công                | người giao hàng                                       |
| 2008 | Món quà cuối của mình             | Yong-tae                                              |
| 2008 | Giám đốc Boy                      | trưởng thôn                                           |
| 2009 | Một triệu                         | loại bỏ đội trưởng dịch vụ                            |
| 2009 | A Good Mưa Knows                  | Tổng thống Ji [2]                                     |
| 2009 | Jeon Woo-chi: The Wizard Đạo      | thầy tu                                               |
| 2010 | Blades of Blood                   | Công viên Dol-seok (cameo)                            |
| 2010 | Rêu                               | Jeon Seok-người đàn ông                               |
| 2011 | Nhịp tim                          | trưởng nhóm Jo                                        |
| 2011 | Trong tình yêu và chiến tranh     | Ông Baek                                              |
| 2011 | Moby Dick                         | Sơn Jin-ki                                            |
| 2011 | Champ                             | cảnh sát trưởng                                       |
| 2011 | cú đấm                            | người đàn ông trung niên từ các ngôi nhà ở phía trước |
| 2013 | Người chạy bộ                     | Ahn Sang-ki                                           |
| 2013 | Mong                              | Gwang-shik                                            |
| 2014 | Sea Fog                           | Ho-young                                              |
| 2015 | Cơn ác mộng tuyệt vời             | trưởng Lee                                            |
| 2015 | Vẻ đẹp bên trong                  | Woo-jin                                               |
| 2015 | The Tiger: An Old Hunter của Tale | Chil-gu                                               |
| 2016 | phát minh ra phố                  | Ma Deok-soo                                           |

### Phim truyền hình
| Năm  | Chức vụ                              | Vai trò                           | mạng           |
| ---- | ------------------------------------ | --------------------------------- | -------------- |
| 2008 | The Kingdom of the Winds             | Ma-hwang                          | KBS2           |
| 2009 | gấp ba                               | Huấn luyện viên Nam               | MBC            |
| 2010 | Prosecutor Princess                  | Na Joong-seok [3]                 | SBS            |
| 2011 | Lấp lánh                             | Park Joong-hyuk                   | MBC            |
| 2011 | Thợ săn thành phố                    | Bae Shik-joong / Bae Man-deok [4] | SBS            |
| 2011 | Special Affairs Đội TEN              | Baek Do-shik [5]                  | OCN            |
| 2012 | Chồng của tôi Có một gia đình        | Bang Jung-bae                     | KBS2           |
| 2013 | Special Affairs Đội TEN Season 2     | Baek Do-shik                      | OCN            |
| 2013 | The Blade và Petal                   | Vì vậy, Sa-One more               | KBS2           |
| 2014 | ngày tuyệt vời                       | Kim Ssang-shik                    | KBS2           |
| 2014 | Bác sĩ xứ lạ                         | Yang Jeong-han                    | SBS            |
| 2014 | Drama Special "bất hợp pháp Parking" | Ahn Sang-shik                     | KBS2           |
| 2015 | D-Day                                | Choi Il-seop                      | JTBC           |
| 2016 | Chiến Nào, Ma Kia!                   | sư Myung-cheol                    | TVN (Hàn Quốc) |

## Nhà hát
| Năm  | Chức vụ                                                     | Vai trò |
| ---- | ----------------------------------------------------------- | ------- |
| 1996 | 먼지 아기                                                   |         |
| 1996 | 오필리어 (Ophelia)                                          |         |
| 1998 | 지상 으로부터 20 미터                                       |         |
| 2003 | 종로 고양이                                                 |         |
| 2003 | 어무이 어무이 요                                            |         |
| 2003 | 인류 최초 의 키스 (A Kiss đầu tiên trong lịch sử con người) |         |
| 2004 | 남자 충동 (Impulse nam)                                     |         |

## Giải thưởng và đề cử
| Năm  | phần thưởng                   | thể loại             | việc đề cử                    | Kết quả |
| ---- | ----------------------------- | -------------------- | ----------------------------- | ------- |
| 2007 | 28 giải thưởng phim Rồng Xanh | Nam diễn viên hỗ trợ | The Happy Life                | won     |
| 2011 | 4 Drama Awards Hàn Quốc       | Nam diễn viên hỗ trợ | City Hunter, Twinkle Twinkle  | Đề cử   |
| 2011 | 48 giải thưởng Chuông Đại     | Nam diễn viên hỗ trợ | Moby Dick                     | Đề cử   |
| 2012 | KBS Drama Awards              | Nam diễn viên hỗ trợ | Chồng của tôi Có một gia đình | won     |